# Narcissus abscissus
Narcissus abscissus es una especie de planta bulbosa perteneciente a la familia de las amarilidáceas que es endémica de España y Francia en los Pirineos.

## Descripción
Es un narciso clásico, sus hojas son verdes o ligeramente glaucas, erectas, entre dos a cuatro hojas de 30 cm de largo a un 1 cm de ancho aproximadamente. Su tallo está comprimido, agudamente de doble filo de 35 cm de largo y su pedicelo de 2,5 cm de largo. Sus flores son solitarias y horizontales con grandes flores de 10 cm de diámetro. Sus pétalos son blanquecinos o de color amarillo azufre (excepcionalmente más oscuros) torcidos, solo imbricados en la base y una corona de color amarillo intenso, casi paralelos con poca expansión en el margen, lobulado o dentado, 4 cm de largo, 1,5-2 cm de diámetro. Narcissus abcissus florece a finales de primavera y crece en laderas y valles de alta montaña de los Pirineos a lo largo de la frontera franco-española.

## Taxonomía
Narcissus abscissus fue descrita por (Haw.) Schult. & Schult.f. y publicado en Syst. veg. 7:941, en el año  1830
Etimología
Narcissus nombre genérico que hace referencia  del joven narcisista de la mitología griega Νάρκισσος (Narkissos) hijo del dios río Cephissus y de la ninfa Leiriope; que se distinguía por su belleza. 
El nombre deriva de la palabra griega: ναρκὰο, narkào (= narcótico) y se refiere al olor penetrante y embriagante de las flores de algunas especies (algunos sostienen que la palabra deriva de la palabra persa نرگس y que se pronuncia Nargis, que indica que esta planta es embriagadora). 
abscissus: epíteto latino que significa "cortado".
Sinonimia
- Ajax abscissus Haw.
- Ajax serotinus Jord.
- Ajax tubulosus Jord.
- Narcissus muticus J.Gay
- Narcissus pseudonarcissus subsp. abscissus (Haw.) K.Richt.
- Narcissus pseudonarcissus subsp. muticus (J.Gay) Baker
- Oileus abscissus (Haw.) Haw.[5]